# Linda Saif
Linda J. Saif (1947) es una científica microbióloga  estadounidense. Es una becaria Fulbright y miembro de la Academia Nacional de Ciencias.

## Biografía
Saif creció en Ohio y estuvo expuesta a la agricultura desde una edad temprana desde el tiempo transcurrido en la granja de sus abuelos. Asistió a la universidad privada de artes liberales del Colegio de Wooster en 1965 y se graduó con honores en Biología en 1969. Después, asistió brevemente a la Universidad Case de la Reserva Occidental antes de asistir a la Universidad Estatal de Ohio en 1970 para completar su maestría en ciencias en Microbiología e Inmunología. Luego realizó un doctorado en la Universidad Estatal de Ohio y finalizó en 1976.
Estudió el brote del coronavirus SARS con la Organización Mundial de la Salud en 2003.
En 2015, se convirtió en la primera mujer en recibir el premio Wolf en Agricultura por su investigación en virología e inmunología. 
Más tarde, Saif ingresó en la Academia Nacional de Inventores (NAI por sus siglas en inglés) en 2017.